# HD 156768
HD 156768 è una stella gigante brillante gialla di magnitudine 5,87 situata nella costellazione dell'Altare. Dista 786 anni luce dal sistema solare.

## Osservazione
Si tratta di una stella situata nell'emisfero celeste australe. La sua posizione è fortemente australe e ciò comporta che la stella sia osservabile prevalentemente dall'emisfero sud, dove si presenta circumpolare anche da gran parte delle regioni temperate; dall'emisfero nord la sua visibilità è invece limitata alle regioni temperate inferiori e alla fascia tropicale. La sua magnitudine pari a 5,9 la pone al limite della visibilità ad occhio nudo, pertanto per essere osservata senza l'ausilio di strumenti occorre un cielo limpido e possibilmente senza Luna.
Il periodo migliore per la sua osservazione nel cielo serale ricade nei mesi compresi fra maggio e settembre; nell'emisfero sud è visibile anche per gran parte della primavera, grazie alla declinazione boreale della stella, mentre nell'emisfero sud può essere osservata limitatamente durante i mesi estivi boreali.

## Sistema stellare
HD 156768 è un sistema stellare formato da due componenti. La componente principale A è una stella di magnitudine 5,87. La componente B è di magnitudine 9,6, separata da 2,0 secondi d'arco da A e con angolo di posizione di 187 gradi. C?è anche una stella di dodicesima magnitudine a 40", tuttavia questa non dovrebbe essere legata gravitazionalmente al sistema, ma si trova solo sulla linea di vista con la Terra.